# 米羅梅尼爾站
米羅梅尼爾站（法語：Miromesnil）是巴黎地鐵的一個車站，得名于以法国的政治人物阿尔芒·托马·于·德·米罗梅尼尔命名的米罗梅尼尔路。米羅梅尼爾站位於巴黎八區，是巴黎地鐵9號線和巴黎地鐵13號線的交匯站。米羅梅尼爾站開業於1923年5月27日。車站附近有愛麗舍宮、法國內政部和雅克馬爾·安德烈博物館。

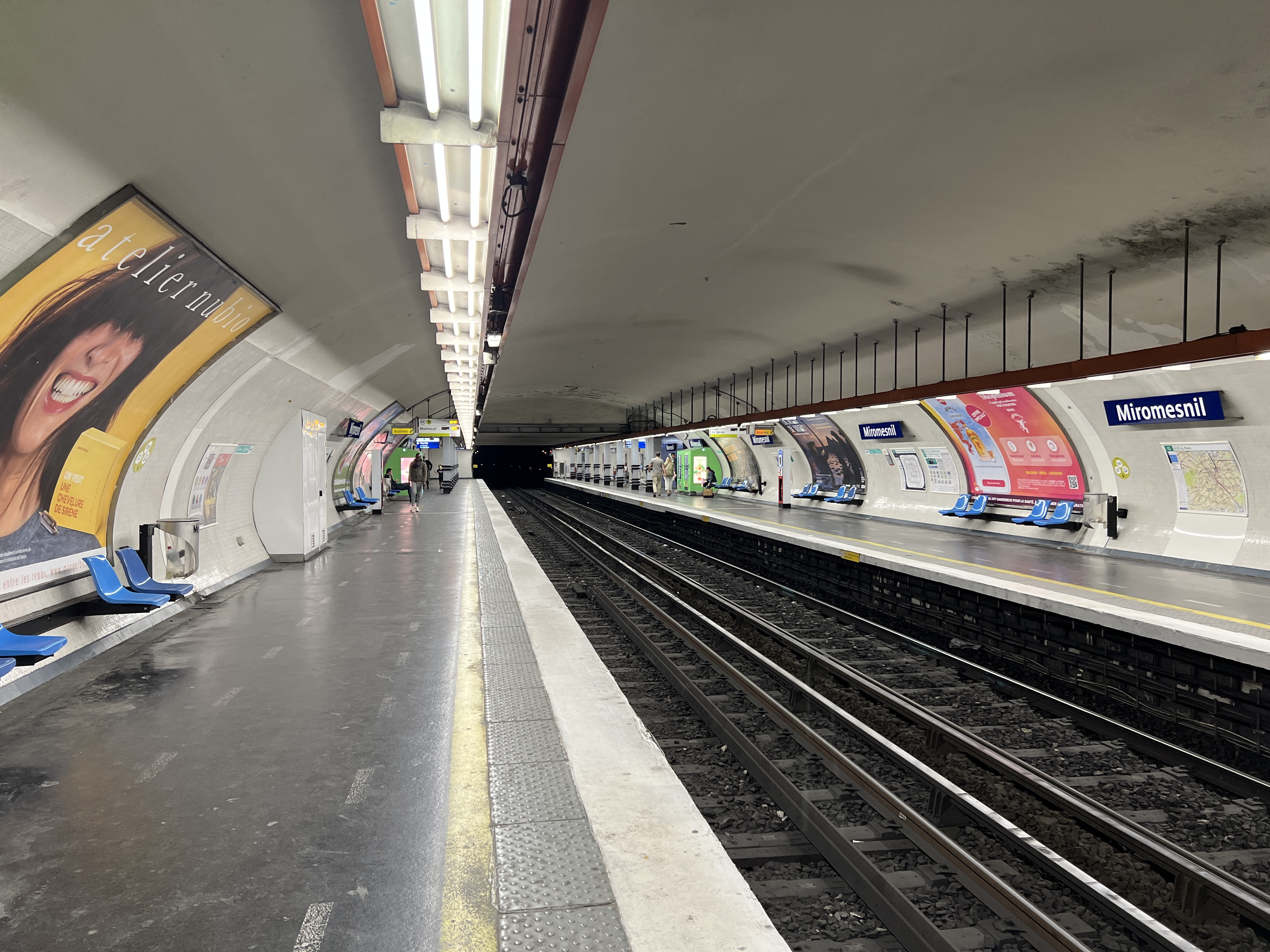
9號線月台（2022年7月）

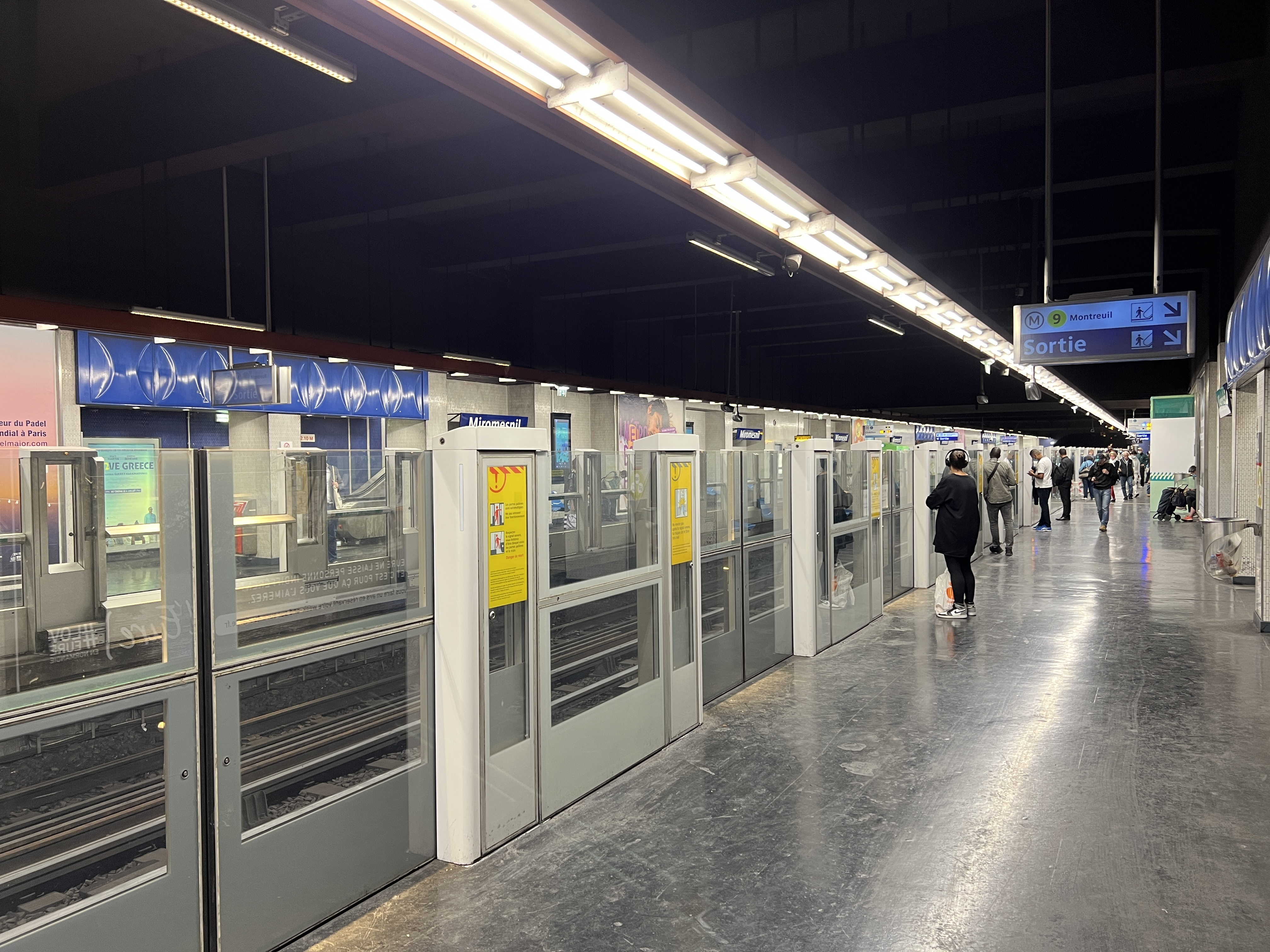
13號線月台（2022年7月）

## 車站結構
| G  | 地面層             | 出入口                               |
| B1 | 夾層               | 閘機層                               |
| B2 | 側式月台，右側開門 | 側式月台，右側開門                   |
| B2 | 西行               | 往塞夫爾橋（鲁勒圣菲利普）           |
| B2 | 東行               | 往蒙特勒伊市政厅（聖奧古斯丁）       |
| B2 | 側式月台，右側開門 |                                      |
| B3 | 側式月台，右側開門 | 側式月台，右側開門                   |
| B3 | 西行               | 往莱库尔蒂耶/聖但尼大學（聖拉扎爾）  |
| B3 | 東行               | 往沙蒂永-蒙魯日（香榭麗舍-克列孟梭） |
| B3 | 側式月台，右側開門 |                                      |